# 中原道子
中原 道子（なかはら みちこ）は、早稲田大学名誉教授｡
専門は東南アジア史｡慰安婦問題等を扱う「戦争と女性への暴力」日本ネットワーク（VAWW-NETジャパン）の共同代表をつとめ、韓国のソウルに2012年5月5日に開館した戦争と女性の人権博物館建設の呼びかけ人となっている。女性人権活動奨励賞（やより賞）の選考委員。
沖縄県宮古島の慰安婦の碑の建立にかかわり、韓国挺身隊問題対策協議会の元代表の尹貞玉と共に「慰安婦問題は日本政府が謝罪しない限り解決しない」などと強調している。 
第9回日本軍「慰安婦」問題アジア連帯会議では開会の挨拶を務め、地方議会から慰安婦（戦時中の売春婦）への謝罪を求める意見書を提出させて、日本政府に圧力をかける全国運動を展開することを提唱した。
2019年公開の慰安婦問題を扱ったドキュメンタリー映画『主戦場』に出演した。

## 著書
- 『もっと知りたい シンガポール (もっと知りたい東南アジア (3)) 』（弘文堂､1982年）ISBN 978-4335510137
- 『昭和史の消せない真実―ハルビン・南京・泰緬鉄道』上羽修(写真)､（岩波書店､1992年）ISBN 978-4000098397

## 翻訳
- 『アブドゥッラー物語―あるマレー人の自伝』アブドゥッラー(平凡社､1980年)ISBN 978-4256803929
- 『チョプスイ―シンガポールの日本兵たち』劉抗(めこん､1991年)ISBN 978-4839600549